# شبدر قرمز
شبدر قرمز یا شبدر چمنی (نام علمی: Trifolium pratense) نام یکی از گونه‌های سردهٔ شبدر است.
شبدر قرمز گل ملی کشور دانمارک است.